# Robert Hood

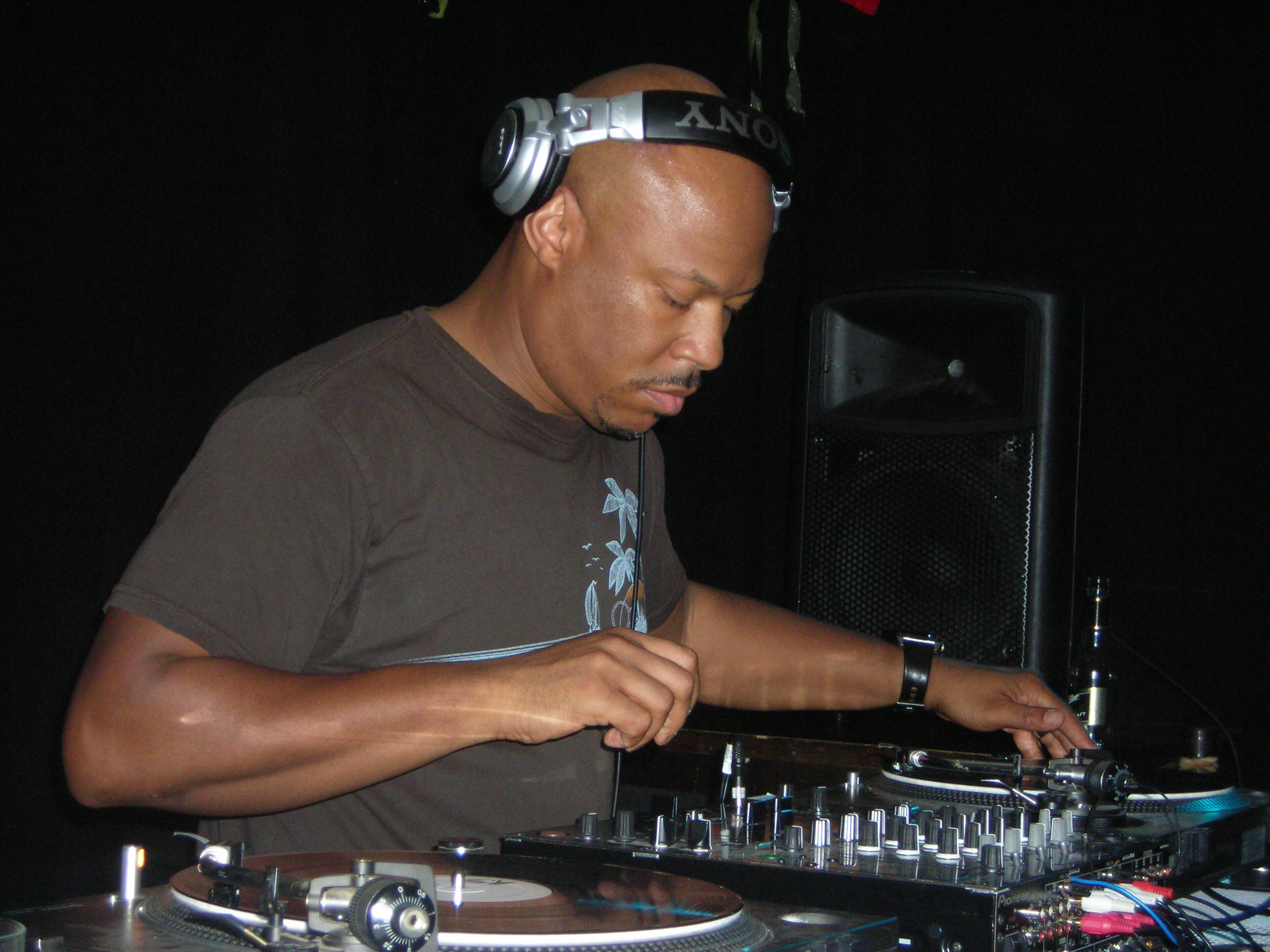
Robert Hood in 2009

Robert Hood (Detroit, 1965) is een Amerikaanse muziekproducer en dj. Hij produceert vooral Minimal Techno. Hood heeft onder diverse labels muziek uitgebracht, waaronder Tresor, Axis Records, Logistic, Peacefrog Records en NSC Records. Maar hij heeft sinds 1994 ook eigen label genaamd M-Plant.
Hij is medeoprichter naast Jeff Mills en Mike Banks van het Underground Resistance-label. Als producer brak hij door in 1991 met de ep Gyroscopic EP onder de naam The Vision. Hij zette met dat album zijn eerste stappen naar een eigen stijl waarbij stilte en eenvoudige geluiden belangrijke rol spelen.
De belangrijkste stap maakte hij met het album Minimal Nation in 1994. Dit album is zeer bepalend geworden voor de nieuwe richting die minimal techno insloeg, er was daarvoor wel iets als Minimal Techno maar de stijl was veel meer een mix tussen muziek uit techno en Minimal met duidelijke stamp en geluidencombinaties van de Techno en maar een lichte mix met minimal, vaak ook nog met clubgeluiden. In plaats van clubmuziek haalde Hood andere genres erbij zoals de oude gospel en hij bracht het aandeel van Techno en Minimal meer gelijk. Met het album uit 1994 zette hij de nieuwe stijl op de kaart.
Niet veel later dat jaar zou hij ook zijn eigen label M-Plant oprichten, waar de M naar minimal verwijst. Inmiddels heeft M-Plant twee sublabels, Drama en Duet.
Robert Hood mixte onder andere de Fabric 39-compilatie